# Чжао Їцзін
Чжао Їцзін (нар. 7 лютого 1989) — колишня китайська тенісистка.
Найвищу одиночну позицію світового рейтингу — 244 місце досягла 11 червня 2012, парну — 222 місце — 9 липня 2012 року.
Здобула 4 одиночні та 9 парних титулів туру ITF.

## Фінали ITF
| турніри $100,000 |
| турніри $75,000  |
| турніри $50,000  |
| турніри $25,000  |
| турніри $10,000  |

### Одиночний розряд: 6 (4–2)
| Результат | Ранг | Дата              | Турнір                | Покриття | Суперниця       | Рахунок       |
| --------- | ---- | ----------------- | --------------------- | -------- | --------------- | ------------- |
| Перемога  | 1.   | 13 травня 2006    | ITF Нью-Делі, Індія   | Тверде   | Сандія Нагарадж | 6–4, 4–6, 7–5 |
| Перемога  | 2.   | 20 травня 2006    | ITF Нью-Делі, Індія   | Тверде   | Сон Шаньшань    | 6–2, 6–2      |
| Перемога  | 3.   | 1 вересня 2007    | ITF Сайтама, Японія   | Тверде   | Танака Марі     | 6–4, 6–3      |
| Поразка   | 1.   | 13 вересня 2007   | ITF Токіо, Японія     | Тверде   | Софі Фергюсон   | 6–2, 6–4      |
| Поразка   | 2.   | 20 листопада 2011 | ITF Маніла, Філіппіни | Тверде   | Луксіка Кумхум  | 4–6, 6–4, 6–2 |
| Перемога  | 4.   | 15 січня 2012     | ITF Пінго, КНР        | Тверде   | Такао Еріка     | 6–2, 6–4      |

### Парний розряд: 17 (9–8)
| Результат | Ранг | Дата     | Турнір                      | Покриття | Партнерка    | Суперниці                              | Рахунок               |
| --------- | ---- | -------- | --------------------------- | -------- | ------------ | -------------------------------------- | --------------------- |
| Перемога  | 1.   | Тра 2006 | Нью-Делі, Індія             | Тверде   | Сон Шаньшань | Рушмі Чакравартхі Арчана Венкатараман  | 6–3, 6–4              |
| Поразка   | 1.   | Тра 2006 | Нью-Делі, Індія             | Тверде   | Сон Шаньшань | Рушмі Чакравартхі Арчана Венкатараман  | 6–7(5–7), 6–2, 6–4    |
| Перемога  | 2.   | Лип 2007 | Міядзакі (Міядзакі), Японія | Килим    | Чжан Шуай    | Хамамура Нацумі Маекава Аяка           | 6–4, 6–4              |
| Перемога  | 3.   | Сер 2007 | Токіо, Японія               | Килим    | Сон Шаньшань | Іноуе Майко Марі Іноуе                 | 6–3, 6–1              |
| Поразка   | 2.   | Жов 2007 | Пекін, КНР                  | Тверде   | Лян Чень     | Цзи Чуньмей Сунь Шеннань               | 6–2, 6–3              |
| Поразка   | 3.   | Чер 2008 | Токіо, Японія               | Тверде   | Лю Ваньтін   | Като Мая Мікі Міямура                  | 6–4, 6–2              |
| Перемога  | 4.   | Кві 2010 | Нінбо, КНР                  | Тверде   | Лю Ваньтін   | Лу Цзясін Li Xi                        | 6–0, 6–4              |
| Перемога  | 5.   | Тра 2011 | Бангкок, Таїланд            | Тверде   | Лі Тін       | Аю-Фані Дамаянті Лавінія Тананта       | 6–7(2–7), 6–4, 6–4    |
| Перемога  | 6.   | Чер 2011 | Паттая, Таїланд             | Тверде   | Лян Чень     | Луксіка Кумхум Напатсакорн Санкаев     | 1–6, 6–1, 7–5         |
| Поразка   | 4.   | Чер 2011 | Паттая, Таїланд             | Тверде   | Лян Чень     | Емі Мутагуті Котомі Такахата           | 4–6, 7–5, 6–4         |
| Перемога  | 7.   | Лип 2011 | Паттая, Таїланд             | Тверде   | Лян Чень     | Еґуті Міса Омае Акіко                  | 6–3, 6–4              |
| Перемога  | 8.   | Лип 2011 | Паттая, Таїланд             | Тверде   | Лян Чень     | Косіро Юріна Варатчая Вонгтінчай       | 6–1, 6–4              |
| Поразка   | 5.   | Жов 2011 | Джакарта, Індонезія         | Тверде   | Као Шао-юань | Ніча Летпітаксінчай Нунгнадда Ваннасук | 4–6, 4–6              |
| Поразка   | 6.   | Лис 2011 | Маніла, Філіппіни           | Тверде   | Чжен Цзюньї  | Луксіка Кумхум Пеангтарн Пліпич        | 3–6, 0–6              |
| Перемога  | 9.   | Січ 2012 | Пінго, КНР                  | Тверде   | Као Шао-юань | Лян Чень Тянь Жань                     | 3–6, 7–6(7–3), [10–7] |
| Поразка   | 7.   | Жов 2012 | Сучжоу, КНР                 | Тверде   | Ян Чжаосюань | Тімеа Бачинскі Каролін Гарсія          | 5–7, 3–6              |
| Поразка   | 8.   | Вер 2013 | Санья (місто), КНР          | Тверде   | Ян Чжаосюань | Сунь Цзіюе Сюй Шилінь                  | 7–6(7–5), 3–6, [3–10] |